# اتفاق السودان السياسي
اتفاق السودان السياسي، هو اتفاق سياسي وقع بين طرفي مجلس السيادة السوداني في 21 نوفمبر 2021، لإدارة المرحلة الانتقالية في السودان، وشمل 14 مادة، وكان على رأسها تعديل توافقي على الوثيقة الدستورية التي يُرجع إليها في إدارة المرحلة الانتقالية. وقع على الاتفاق القائد العام للقوات المسلحة ورئيس مجلس السيادة الفريق أوّل عبد الفتاح البرهان وعبد الله حمدوك رئيس مجلس الوزراء الذي أعيد إلى منصبه رئيسًا للوزراء بموجب هذا الاتفاق.